# Goundam
Goundam  es una comuna y ciudad del centro norte de Malí, en la Región de Tombuctú.  Es la capital del Círculo de Goundam, una de las cinco subdivisiones de la región. En el censo de 2009, la comuna tenía una población de 16.253 personas. Los principales grupos étnicos son songhay, tuareg y fulani.

## Situación
La localidad se ubica en el canal de Tassakan, que discurre hacia el oeste a través del borde meridional del centro de la ciudad, tomando su curso del Río Níger (entre octubre y enero, cuando tiene agua), y discurriendo hacia el cercano lago Lac Télé que está a unos 4 metros por debajo del nivel del Níger. La localidad de Diré, ubicada sobre el Río Níger, está a unos 35km hacia el sureste, mientras que Tombuctú está conectado a Goundam por autovía y se encuentra a unos 97 km hacia el este-noreste. Lac Fatil y Lac Oro se encuentran al suroeste, cerca del Aeropuerto de Goundam. Más hacia el norte está el Lago Faguibine y hacia el sur y el oeste el vasto Delta del Río Níger, manglares de temporada que alimentan los lagos locales y los ríos que hacen frontera con el desierto del Sahara.

## Historia y cultura
La ciudad tiene una larga historia como centro tanto de granjeros songhay como de comunidades de pescadores bozo, e igualmente como centro de asentamientos de comunidades fula, tuareg y maure seminómadas. Goundam fue una ciudad del Imperio Songhai, si bien cayó en manos de Marruecos tras una invasión en 1591. Posteriormente fue tomada por las confederaciones tuareg del noreste y por los fula de la región del delta. El más poderoso de los estados fula fue el Imperio de Macina, cuyo centro estaba en el sureste. El Imperio tuculor conquistó el área hacia mediados del siglo XIX. Los franceses la capturaron durante su expansión colonial en 1894.

## Centro de refugiados
En el período que siguió a las sequías del Sahel de los años 1970, y de nuevo durante la rebelión tuareg de los años 1990, Goundam se convirtió en un centro principal de refugio para tuareg y otras comunidades del norte de Malí. Muchos de ellos todavía permanecen en la ciudad.

## Atracciones
Entre los puntos turísticos de Goundam se encuentra el puente de adobe histórico de la Mezquita de Goundam-Tokossel.

## Agricultura
Las tierras húmedas estacionales cerca de Goundam, como consecuencia de la desertificación y de las bajas precipitaciones de 150-200mm, una de las pocas posibilidades para la producción alimentaria local. El alimento básico en la zona es el arroz.